# Cal Teixidor (Vilobí d'Onyar)
Cal Teixidor o Ca la Maria Viuda era una casa del municipi de Vilobí d'Onyar (Selva) que va ser enderrocada. Forma part de l'Inventari del Patrimoni Arquitectònic de Catalunya.

## Descripció
La casa estava situada al nucli més antic de la vila, al carrer Onyar, que segueix la forma corba de l'antiga muralla. Es tractava d'un edifici cantoner de planta rectangular, de tres pisos i vessant a lateral. Als baixos hi havia un portal rectangular amb llinda de pedra monolítica amb la data inscrita de 1579. Al primer pis hi havia una obertura rectangular amb llinda decorada amb motiu de fulla de roure que s'obre a un balcó, de factura posterior a l'edifici original. Hi havia tres finestres més emmarcades amb pedra, una d'elles amb arc conopial gravat a la llinda. La resta d'obertures eren rectangulars senzilles. El parament era de maçoneria, arrebossada i pintada de groc. Segons sembla sempre ha estat propietat de la família de Maria Roura, actual propietària.